# David Silk
David Mark Silk (* 1. ledna 1958 Scituate, Massachusetts, USA) je bývalý americký hokejový útočník, který odehrál 249 utkání v NHL.

## Reprezentace
Byl vybrán trenérem Herbem Brooksem do reprezentačního výběru, který se po celý úvod ročníku 1979/80 připravoval na olympijský turnaj v Lake Placid 1980. V rámci přípravy odehrál 56 utkání, ve kterých si připsal 48 bodů za 12 branek a 36 asistencí. Na samotném turnaji Američané získali zlaté medaile, hlavně díky šokujícímu vítězství nad SSSR (Zázrak na ledě). Silk na turnaji v sedmi utkáních nastřádal pět bodů za dva góly a tři asistence.
Na velkém mezinárodním turnaji již později nereprezentoval, zúčastnil se ale Spenglerova poháru 1988, kde nastoupil tým složený z Američanů působících v Evropě. Silk ve čtyřech utkáních vstřelil čtyři branky a na čtyři přihrál, čímž se podílel na týmovém prvenství.

## Kariéra

### Amatérská
Do roku 1976 hrál středoškolskou ligu za Thayer Academy, poté oblékal tři sezony dres Bostonské univerzity. V letech 1978 a 1979 byl zařazen do All star týmu soutěže NCAA.

### Profesionální
Hráče si vybral v draftu 1978 klub NHL New York Rangers. K organizaci Rangers se přidal po olympijském turnaji v Lake Placid, v NHL debutoval ve dvou utkáních v závěru sezony 1979/80, jinak spíše dostal prostor v záložním celku New Haven Nighthawks v AHL. V ročníku 1980/81 již působil převážně v Rangers. V říjnu 1983 byl vyměněn za Davea Barra do Boston Bruins. Toto mužstvo jej v prosinci 1984 umístilo na listinu nechráněných hráčů, kde si ho vybral Detroit Red Wings. Před sezonou 1985/86 jako volný agent podepsal smlouvu s Winnipeg Jets. I zde putoval na část sezony na farmu a tak po sezoně NHL opustil.
Závěr kariéry strávil v německé lize. V letech 1986-1989 hájil barvy Mannheimer ERC a následující dvě sezony hrál za BSC Preussen. V roce 1991 s hokejem skončil.

## Klubové statistiky
| Sezona     | Klub                 | Soutěž     | Základní část | Základní část | Základní část | Základní část | Základní část | Play off | Play off | Play off | Play off | Play off |
| Sezona     | Klub                 | Soutěž     | Z             | G             | A             | B             | TM            | Z        | G        | A        | B        | TM       |
| ---------- | -------------------- | ---------- | ------------- | ------------- | ------------- | ------------- | ------------- | -------- | -------- | -------- | -------- | -------- |
| 1975/76    | Thayer Academy       | USHS       | 25            | 50            | 35            | 85            | —             | —        | —        | —        | —        | —        |
| 1976/77    | Boston University    | NCAA       | 34            | 35            | 30            | 65            | 50            | —        | —        | —        | —        | —        |
| 1977/78    | Boston University    | NCAA       | 28            | 27            | 31            | 58            | 57            | —        | —        | —        | —        | —        |
| 1978/79    | Boston University    | NCAA       | 23            | 8             | 12            | 20            | 20            | —        | —        | —        | —        | —        |
| 1979/80    | New York Rangers     | NHL        | 2             | 0             | 0             | 0             | 0             | —        | —        | —        | —        | —        |
|            | New Haven Nighthawks | AHL        | 11            | 1             | 9             | 10            | 0             | 9        | 1        | 2        | 3        | 12       |
| 1980/81    | New York Rangers     | NHL        | 59            | 14            | 12            | 26            | 58            | —        | —        | —        | —        | —        |
|            | New Haven Nighthawks | AHL        | 12            | 0             | 4             | 4             | 34            | 3        | 0        | 0        | 0        | 0        |
| 1981/82    | New York Rangers     | NHL        | 64            | 15            | 20            | 35            | 39            | 9        | 2        | 4        | 6        | 4        |
| 1982/83    | New York Rangers     | NHL        | 16            | 1             | 1             | 2             | 15            | —        | —        | —        | —        | —        |
|            | Tulsa Oilers         | CHL        | 40            | 28            | 29            | 57            | 67            | —        | —        | —        | —        | —        |
|            | Binghamton Whalers   | AHL        | 9             | 1             | 2             | 3             | 29            | —        | —        | —        | —        | —        |
| 1983/84    | Boston Bruins        | NHL        | 35            | 13            | 17            | 30            | 64            | 3        | 0        | 0        | 0        | 7        |
|            | Hershey Bears        | AHL        | 15            | 11            | 10            | 21            | 22            | —        | —        | —        | —        | —        |
| 1984/85    | Boston Bruins        | NHL        | 29            | 7             | 5             | 12            | 22            | —        | —        | —        | —        | —        |
|            | Detroit Red Wings    | NHL        | 12            | 2             | 0             | 2             | 10            | —        | —        | —        | —        | —        |
| 1985/86    | Winnipeg Jets        | NHL        | 32            | 2             | 4             | 6             | 63            | 1        | 0        | 0        | 0        | 2        |
|            | Sherbrooke Canadiens | AHL        | 18            | 5             | 14            | 19            | 18            | —        | —        | —        | —        | —        |
| 1986/87    | Mannheimer ERC       | GER        | 26            | 13            | 23            | 36            | 52            | 10       | 2        | 8        | 10       | 16       |
| 1987/88    | Mannheimer ERC       | GER        | 29            | 23            | 17            | 40            | 46            | 8        | 5        | 6        | 11       | 12       |
|            | Maine Mariners       | AHL        | —             | —             | —             | —             | —             | 7        | 2        | 5        | 7        | 35       |
| 1988/89    | Mannheimer ERC       | GER        | 36            | 25            | 30            | 55            | 49            | 9        | 7        | 4        | 11       | 21       |
| 1989/90    | BSC Preussen         | GER        | 35            | 25            | 34            | 59            | 49            | 5        | 4        | 5        | 9        | 4        |
| 1990/91    | BSC Preussen         | GER        | 40            | 28            | 23            | 51            | 59            | 10       | 5        | 4        | 9        | 4        |
| Celkem NHL | Celkem NHL           | Celkem NHL | 249           | 54            | 59            | 113           | 271           | 13       | 2        | 4        | 6        | 13       |

## Po kariéře
V 90. letech se vrátil na Bostonskou univerzitu. Zde působil jako asistent trenéra u hokejového týmu a souběžně si dodělal titul v oblasti obchodní administrativy. V oblasti obchodu se poté také živil jako ředitel jedné místní firmy.

## Zajímavosti
- O olympijském triumfu v Lake Placid 1980 byly natočeny dva filmy, v roce 1981 hrál Silka Rick Dano a v roce 2004 Bobby Hanson.